# Cylindropuntia wolfii
Cylindropuntia wolfii är en kaktusväxtart som först beskrevs av L.D.Benson, och fick sitt nu gällande namn av M.A. Baker. Cylindropuntia wolfii ingår i släktet Cylindropuntia, och familjen kaktusväxter. Inga underarter finns listade i Catalogue of Life.